# Hylophorbus
Genre
Synonymes
- Metopostira Méhelÿ, 1901

Hylophorbus est un genre d'amphibiens de la famille des Microhylidae.

## Répartition
Les 12 espèces de ce genre sont endémiques de Nouvelle-Guinée.

## Liste des espèces
Selon Amphibian Species of the World (26 mai 2014) :
- Hylophorbus atrifasciatus Kraus, 2013
- Hylophorbus infulatus (Zweifel, 1972)
- Hylophorbus nigrinus Günther, 2001
- Hylophorbus picoides Günther, 2001
- Hylophorbus proekes Kraus & Allison, 2009
- Hylophorbus rainerguentheri Richards & Oliver, 2007
- Hylophorbus richardsi Günther, 2001
- Hylophorbus rufescens Macleay, 1878
- Hylophorbus sextus Günther, 2001
- Hylophorbus sigridae Günther, Richards & Dahl, 2014
- Hylophorbus tetraphonus Günther, 2001
- Hylophorbus wondiwoi Günther, 2001

## Taxinomie
Le genre Metopostira a été placé en synonymie avec Hylophorbus par Van Kampen en 1919.

## Publication originale
- Macleay, 1878 : The Batrachians of the "Chevert" Expedition. Proceedings of the Linnean Society of New South Wales, vol. 2, p. 135-138 (texte intégral).